# Želízky
Přírodní památka Želízky se rozkládá v severní části údolí Zimořského dolu mezi obcemi Dolní Zimoř a Sitné v okrese Mělník (Středočeský kraj). Její rozloha je 1,1015 hektaru. Území je součástí CHKO Kokořínsko – Máchův kraj a vyhlášeno bylo 19. března 2001. Jeho dominantou je defilé pískovcových skal. Předmětem ochrany je především zachování otevřeného charakteru zde přítomných xerotermních stanovišť a druhů na ně vázaných – především zvláště chráněných druhů rostlin. Přírodní památka se zároveň překrývá s chráněnou oblastí přirozené akumulace vod Severočeská křída.

## Přírodní poměry
Přírodní památka je tvořena jižně orientovanými pískovcovými skálami o délce přibližně 400 m a  nachází se v nadmořské výšce 248–265 metrů. Z fytogeografického hlediska se nachází v okresu Polomené hory obvodu Českomoravského mezofytika.

### Geologie

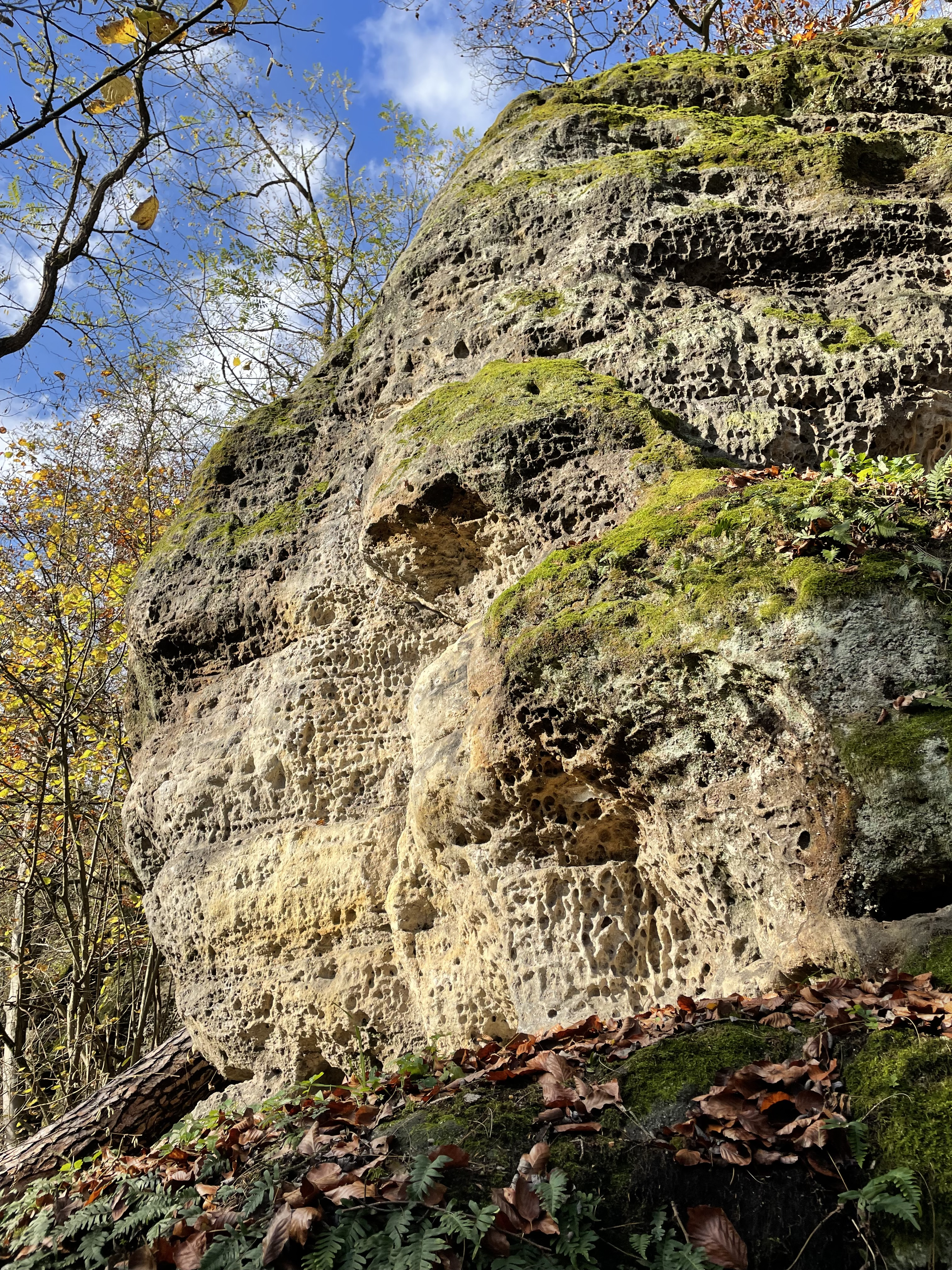
Profil pískovcové stěny

Skalní defilé pískovcové stěny nad Zimořským dolem patří dle regionálního členění mezi jednotky Českého masívu, konkrétně se jedná o jizerské souvrství České křídové pánve, které stratigraficky náleží období svrchní křídy (stupeň turon). 
Jedná se o významný studijní profil pro pozorování sedimentárních jevů. Na bázi vápenitých pískovců svrchního turonu s nerovně deskovitou odlučností, které se nacházejí pod horním okrajem údolí, se rozkládají sprašové hlíny svrchního pleistocénu. Část profilu nad údolní nivou vznikla ve středním turonu a tvoří ji převážně jemnozrnné až hrubozrnné křemenné pískovce, v menší míře pak najdeme štěrčíkovité pískovce. Úpatí horninového útvaru pokrývají písčité svahoviny a zvětraliny vápnitých pískovců holocénu.

### Flóra

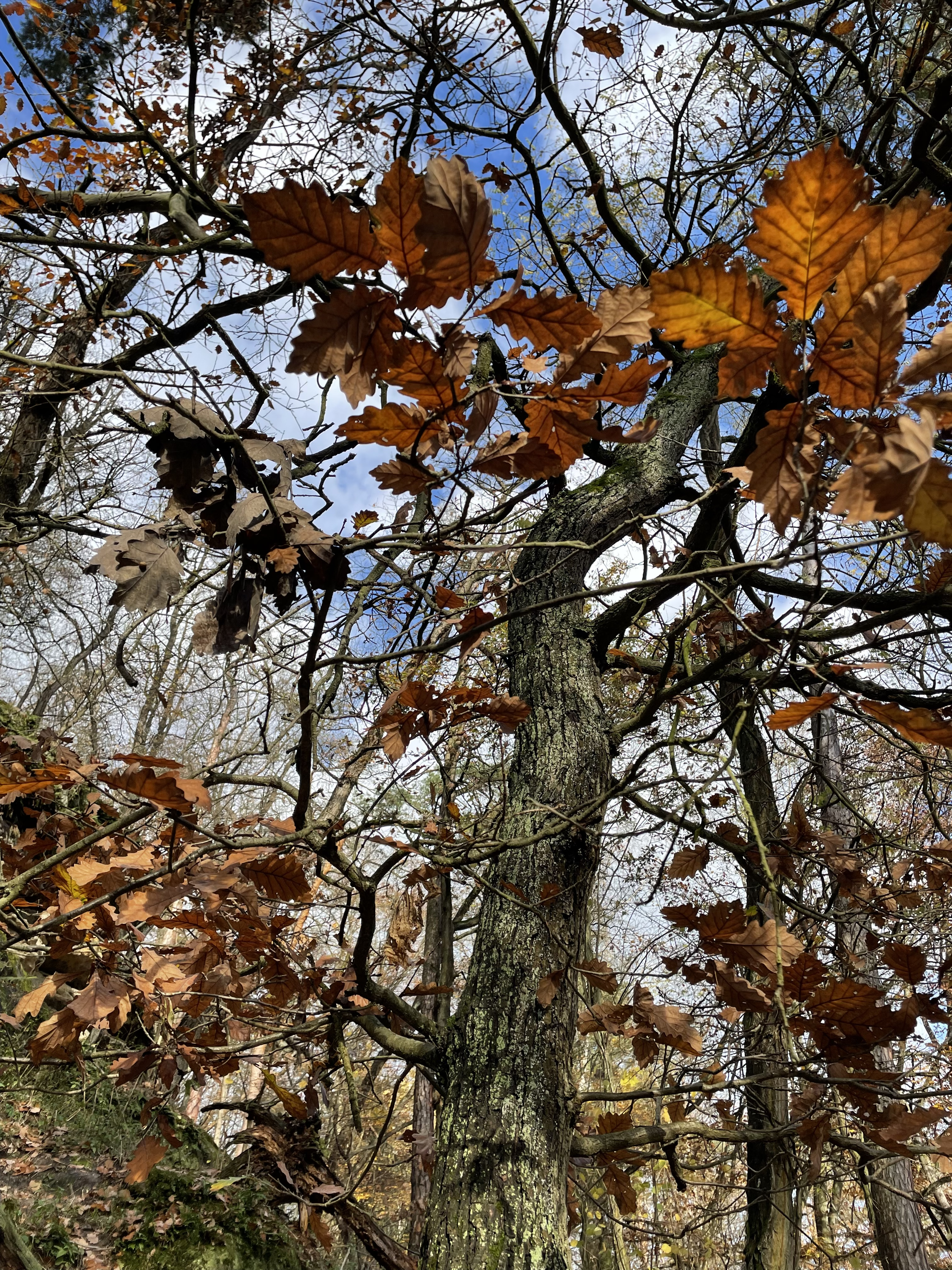
Dub zimní – druh původní acidofilní teplomilné doubravy

Ze zástupců flóry tohoto území je z hlediska ochrany nejdůležitějším typem rostlinného společenstva především nelesní vegetace suchých bylinných lemů, která se nachází na jižní osluněné straně pískovcových stěn. Zvláště chráněnými druhy rostlin vázanými na zde se nacházející rostlinná společenstva jsou koniklec luční český (Pulsatilla pratensis subsp. bohemica) z čeledi pryskyřníkovitých (Ranunculaceae), hvězdnice zlatovlásek (Galatella linosyris) z čeledi hvězdnicovitých (Asteraceae) a částečně i kosatec bezlistý (Iris aphylla) z čeledi kosatcovitých (Iridaceae). Z čehož kosatec bezlistý a koniklec český luční se řadí do silně ohrožených a hvězdnice zlatohlávek do ohrožených druhů naší přírody. Mezi subdominantní druhy tohoto typu stanoviště patří válečka prapořitá (Brachypodium pinnatum), jetel alpínský (Trifolium alpestre), ožanka kalamandra (Teucrium chamaedrys) a kakost krvavý (Geranium sanguineum). Mezi další druhy s hojným zastoupením poté patří například kokořík vonný (Polygonatum odoratum), bělozářka větevnatá (Anthericum ramosum), ostřice nízká (Carex humilis) nebo čistec přímý (Stachys recta). Na stanovištích těchto obnažených pískovcových skal můžeme nalézt i acidofilní sukulentní či efemérní druhy rostlin. 
Okraje těchto ploch jsou lemovány porosty keřovitých rostlin, zejména tedy druhů třešeň křovitá (Prunus fruticosa) a jalovec obecný (Juniperus communis).
Druhým hlavním typem rostlinného společenstva  přírodní památky je vegetace s lesním charakterem. Tyto druhy se vyskytují především v severní části chráněného území v jehož středu mají ještě původní charakter acidofilní teplomilné doubravy. Stromové patro je tedy zastoupeno především druhem dub zimní (Quercus petraea), ojediněle se zde ovšem může vyskytovat i jeřáb břek (Sorbus torminalis). Bylinné patro doubravy je vyvinuto pouze ostrůvkovitě a kromě druhů které zasahují i do skalního bezlesí – kokořík, ožanka a kakost se zde nachází například i rozrazil lékařský (Veronica officinalis), jestřábník hladký (Hieracium laevigatum) a tolita lékařská (Vincetoxicum hirundinaria). Keřové patro zde zastupuje opět jalovec obecný.
Ze západního směru, kde má porost charakter už spíše boreokontinentálního boru, sem zasahuje druh borovice lesní (Pinus sylvestris).
Východní část území je tvořena především invazivním druhem trnovník akát (Robinia pseudoacacia). Tento druh zasahuje až do ochranného pásma přírodní památky, čímž narušuje a díky své schopnosti měnit složení půdy, ve které roste, negativně ovlivňuje původní rostlinná společenstva tohoto území. Trnovník akát se šíří, jelikož zde byl při dřívějším způsobu lesního hospodaření záměrně vysazován.

### Fauna
Zdejší podmínky jsou vhodným habitatem pro termofilní druhy bezobratlých. Našli bychom tu například pavoučenku hvozdní (Abacoproeces saltuum) a skálovku oranžovou (Zelotes aurantiacus).Oba druhy pavouků se vyskytují v evropských areálech. Obývají klimaxová stanoviště, tedy stanoviště minimálně narušená činností člověka.
Pavoučenka hvozdní, z čeledi Linyphiidae, je svým výskytem řazena mezi středně hojný druh. Dospělá stádia jsou velká přibližně dva až tři milimetry, a tak je velmi lehké je přehlédnout. Významným znakem jsou tmavě oranžové tenké nohy. Hlavohruď a zadeček jsou zbarveny do černa. Výskyt je vázán na oblast Mezofytika. Obývá nízké až střední polohy dubohabřin, lesostepní svahy a osluněné lesní okraje. Vyhovují jí částečně zastíněné, suché oblasti temperátních zón.
Skálovka oranžová z čeledi Gnaphosidae se řadí k téměř ohroženým druhům. U nás se nejvíce vyskytuje v oblasti středních Čech a jižní Moravy. Dospělý jedinec dosahuje délky okolo čtyři až pět milimetrů. Má mohutnou stavbu těla a protáhlý černý zadeček. Výskyt je vázán na Termofytikum s extrazonální teplomilnou vegetaci nebo na nelesní společenstvo. Nejlépe se jí daří v lesostepních doubravách. Ideální jsou suché otevřené až částečně zastíněné areály.
Velký podíl na aktuální stav lesního hospodářství  má zdejší myslivecký spolek Sitné. Díky obtížné turistické dostupnosti má místní zvěř klid. Dostatek polí a čisté vody ve studánkách ji zajišťují vhodné podmínky. V budoucnu však můžeme očekávat, že se zde bude zvěř shlukovat a působit škody. Z tohoto důvodu budou vysazené dřeviny chráněny oplocením, aby se předešlo možnému okusu.

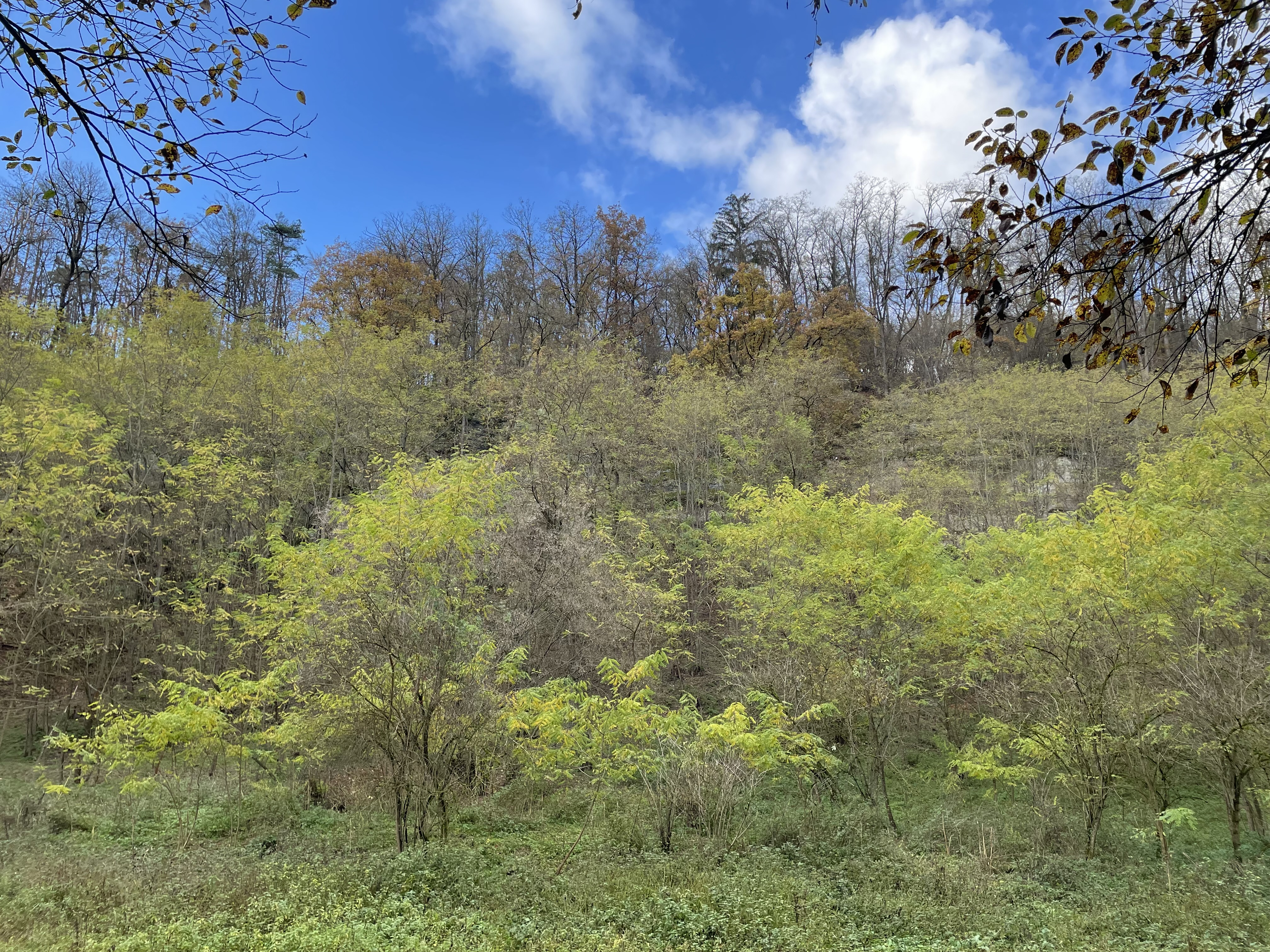
Invazivní druh trnovník akát v přírodní památce

## Ochrana přírody
Hlavním cílem plánu péče přírodní památky Želízky je zachování xerotermního charakteru na hranách zdejších pískovcových skal. Tato unikátní stanoviště poskytují ideální podmínky pro zdejší vzácné druhy rostlin a živočichů, a proto je potřeba je chránit.
Klíčové je zamezit nekontrolovatelnému růstu invazních druhů rostlin. Od roku 2001 ochranáři úspěšně usilují o odstranění akátu (částečnou nebo dokonce úplnou likvidací). Nově vytvořený prostor byl následně kolonizován kosatcem bezlistým (Iris aphylla) a krajinu se pomalu daří vracet k přirozenému původnímu stavu dubohabřin. Dále by měla pokračovat změna ve složení lesního porostu a to pomocí výsadby dubu zimního (Quercus petraea) a jalovce obecného (Juniperus communis). Avšak keře jalovce se zatím uchytily jen částečně. Možným viníkem je nejspíš tlak zvěře.

## Turismus

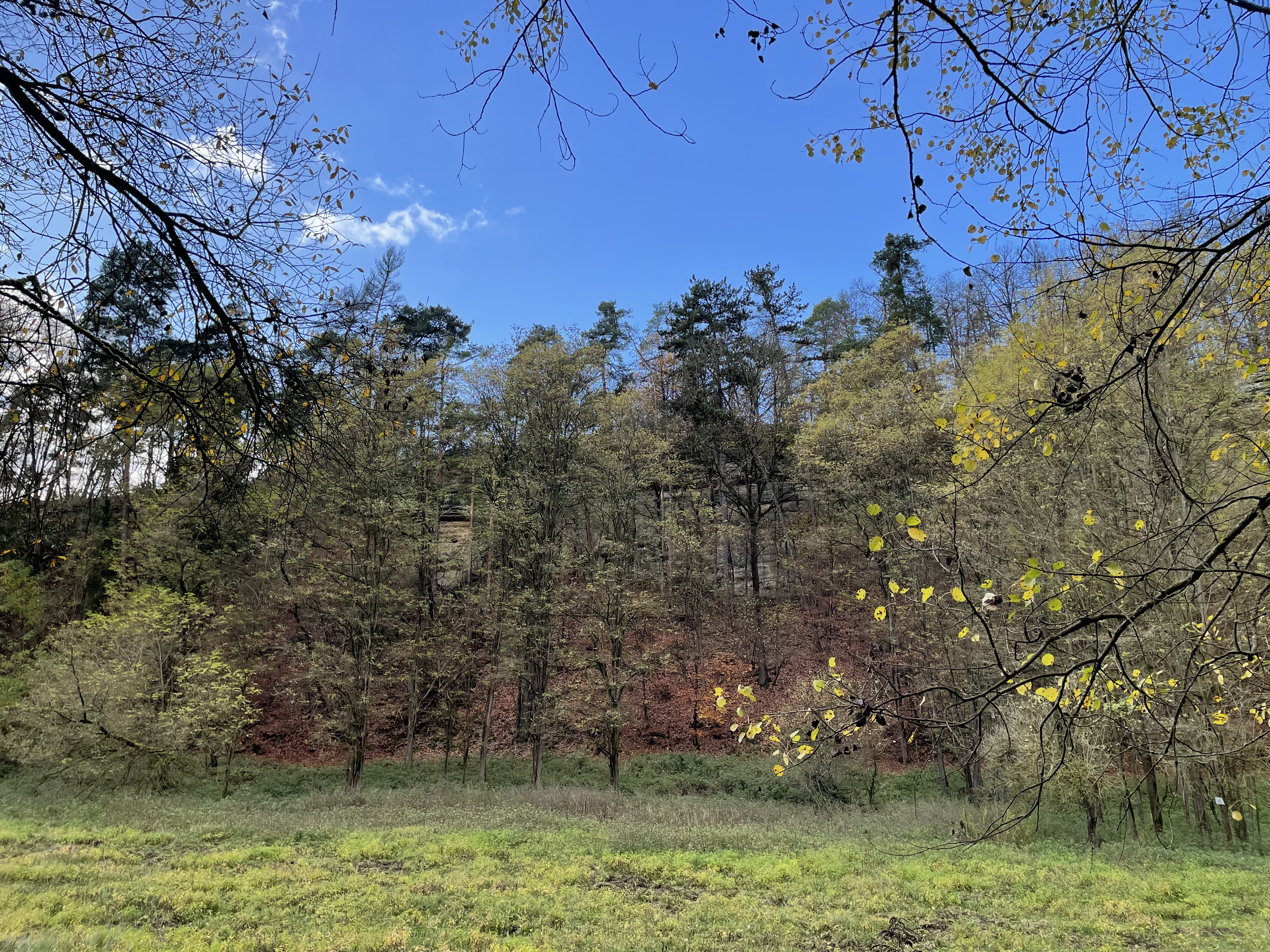
Skalní defilé PP Želízky

Kolem přírodní památky vede Zimořským dolem žlutě značená turistická trasa spolu s cyklotrasou číslo 0010 mezi obcemi Dolní Zimoř a Sitná. Na pískovcových stěnách v blízkosti této lokality jsou také evidovány četné horolezecké trasy.